# Hippocampus reidi
Дугокљуни морски коњић или витки морски коњић (Hippocampus reidi) је зракоперка из реда Syngnathiformes и породице морских коњића и морских шила (Syngnathidae).

## Распрострањење
Ареал дугокљуног морског коњића обухвата већи број држава уз обале Атлантика. 
Врста је присутна у Сједињеним Америчким Државама, Бразилу, Венецуели, Колумбији, Панами, Белизеу, Куби, Јамајци, Хаитију, Бермудским острвима, Бахамским острвима, Барбадосу, Гренади, Мексику, Никарагви, Гватемали и Хондурасу.

## Станиште
Врста живи у мору.

## Угроженост
Подаци о распрострањености ове врсте су недовољни.